# Mr. Zip
Mr. Zip, parfois surnommé Zippy, est un personnage de fiction utilisé dans les années 1960 par le département des Postes des États-Unis et par son successeur le United States Postal Service, afin d'encourager les citoyens américains à utiliser le Code ZIP dans tous leurs courriers.

## Origines
L'USPS décrit l'origine de Mr. Zip comme suit :

« Mr. Zip est basé sur un dessin original de Howard Wilcox, le fils d'un facteur et membre de l'agence de publicité Cunningham & Walsh, pour servir dans une campagne de publicité par courrier pour une banque de New York. Le dessin de Wilcox était un croquis enfantin d'un facteur livrant une lettre. Le personnage n'a été utilisé que quelques fois avant de disparaître. Plus tard AT&T a acquis le dessin et l'a mis gratuitement à disposition du département des Postes. [...] Un artiste du département des Postes de Miami a conservé le visage du dessins de Wilcox, en a aiguisé les membres et le torse et lui a ajouté un sac de courrier. Le nouveau personnage, que Lawrence a baptisé Mr. Zip, a été dévoilé lors d'une convention de postiers d'octobre 1962. »